# Follies (musical)
Follies é um musical com letra e música de Stephen Sondheim e livro escrito por James Goldman. A história se refere a uma reunião num teatro da Broadway em ruínas, marcado para demolição, dos ex-integrantes de "Weismann's Follies", uma antiga revista musical (baseada em Ziegfeld Follies), que foi apresentada naquele teatro entre as duas guerras mundiais.
Ela foca em dois casais, 'Buddy e Sally Durant Plummer' e 'Benjamin e Phyllis Rogers Stone', que participam da reunião. Sally e Phyllis eram dançarinas do Follies. Ambos os casais estão profundamente infelizes com seus casamentos. Buddy, um vendedor viajante, está tendo um caso com uma garota dos caminhos por onde anda em seu trabalho. Sally, sua mulher, continua tão apaixonada por Ben quanto era naqueles tempos e Ben está tão absorto em si próprio que Phyllis, sua mulher, sente-se abandonada. Várias das antigas dançarinas apresentam seus antigos números, às vezes acompanhadas dos fantasmas de si próprias.
A produção original, dirigida por Harold Prince e Michael Bennett e coreografada por Bennett, estreou na Broadway em 4 de abril de 1971 e teve uma carreira de 522 apresentações. Ela foi indicada para onze Prêmios Tony e ganhou sete. Seu sucesso de crítica fez com que posteriormente tivesse vários relançamentos.

## Antecedentes
Após o fracasso de seu musical anterior, Do I Hear A Waltz? (1965), para o qual ele havia escrito as letras das músicas de Richard Rodgers, Sondheim decidiu que trabalharia apenas em projetos onde pudesse ele mesmo escrever as músicas e as letras e convidou o dramaturgo e autor teatral James Goldman para junta-se a ele escrevendo o material de um novo musical. Inspirado por um artigo do The New York Times que falava sobe um encontro de ex-dançarinas do Ziegfeld Follies, ele decidiu escrever uma história sobre este tema e sobre ex-dançarinas da Broadway.
Com o nome inicial de The Girls Upstairs, o musical deveria originalmente ser produzido por David Merrick e Leland Hayward no fim de 1967, mas os planos acabaram mudando, produtores e diretores foram trocados mas o projeto acabou não indo adiante, até que Harold Prince, que anteriormente já tinha trabalhado com Sondheim, aceitou dirigi-lo se este também aceitasse trabalhar em Company, outro projeto em que Prince também estava envolvido como diretor. Michael Bennett, o jovem coreográfo também escalado para trabalhar em Company, também entrou no projeto. Foi Prince quem fez a mudança de nome para Follies.

## Produção
Follies estreou primeiramente em Boston, no Colonial Theatre , para um período de testes entre 20 de fevereiro e 20 de março de 1971. Sua estréia na Broadway, no Winter Garden Theatre, foi em  4 de abril. No elenco original estavam Alexis Smith (Phyllis), John McMartin (Benjamin), Dorothy Collins (Sally) e Gene Nelson (Buddy), nos papéis principais, ao lado de vários artistas veteranos da Broadway e dos palcos de vaudeville, nos papéis coadjuvantes de ex-dançarinas de Ziegfeld, estavam Yvonne De Carlo, Fifi D'Orsay e Mary McCarty.
O musical ficou nos palcos até encerrar carreira em 1 de julho de 1972, tendo sucesso de crítica, que lhe valeu diversos prêmios Tony - entre eles o de melhor direção e de melhor atriz (Alexis Smith) - o New York Drama Critics' Circle de Melhor Musical e o Drama Desk Award, mas não teve sucesso comercial. De acordo com a revista Variety, "o musical foi um completo fracasso financeiro, com um prejuízo acumulado de U$792 mil dólares. Diante do prejuízo, Sondheim resolveu levá-lo até a costa oeste e depois seguir em turnê nacional, mas como a peça não foi bem em Los Angeles, a turnê foi cancelada.
Frank Rich, que anos depois seria o chefe de crítica teatral do The New York Times, recebeu atenção para seus textos enquanto ainda estudava em Harvard, com uma resenha que fez sobre o musical, a que assistiu durante as pré-estreias em Boston, onde previu que Follies ainda seria reconhecido como um  "clássico da Broadway". Rich assinalou que as plateias da produção original ficavam "agitadas e confusas com o que viam."

## Números musicais
- Beautiful Girls - Roscoe e a companhia
- Don't Look at Me - Sally e Ben
- Waiting for the Girls Upstairs - Ben, Sally, Phyllis e Buddy, com o jovem Ben, a jovem Sally, a jovem Phyllis e o jovem Buddy
- Rain on the Roof - Emily e Theodore
- Ah, Paris! - Solange
- Broadway Baby - Hattie
- The Road You Didn't Take - Ben
- Bolero d'Amour - Dançado por Vincent e Vanessa;(não constava de algumas apresentações)
- In Buddy's Eyes - Sally
- Who's That Woman? - Stella e a companhia
- I'm Still Here - Carlotta
- Too Many Mornings - Ben e Sally
- The Right Girl - Buddy
- One More Kiss - Heidi e a jovem Heidi
- Could I Leave You? - Phyllis
- Loveland - Companhia
- You're Gonna Love Tomorrow / Love Will See Us Through - jovem Ben, jovem Sally, jovem Phyllis and jovem Buddy
- The God-Why-Don't-You-Love-Me Blues - Buddy
- Losing My Mind - Sally
- The Story of Lucy and Jessie ≠ - Phyllis
- Live, Laugh, Love - Ben
- Finale -geralmente "Beautiful Girls", cantada pela companhia